# Nikiea-Ajos Joanis Rendis
Nikiea-Ajos Joanis Rendis (gr. Δήμος Νίκαιας-Αγίου Ιωάννη Ρέντη, Dimos Nikieas-Ajiu Joani Rendi) – gmina w Grecji, w administracji zdecentralizowanej Attyka, w regionie Attyka, w jednostce regionalnej Pireus. Siedzibą gminy jest Nikiea. W skład gminy wchodzi również miasto Ajos Joanis Rendis. W 2011 roku liczyła 105 430 mieszkańców. Powstała 1 stycznia 2011 roku w wyniku połączenia dotychczasowych gmin Nikiea i Ajos Joanis Rendis.